# Egernia depressa
Egernia depressa es una especie de lagarto escinco del género Egernia, familia Scincidae. Fue descrita científicamente por Günther en 1875.
Habita en Australia (Territorio del Norte, Australia Meridional, Australia Occidental). Presenta una cabeza larga y ancha de color marrón, con espinas dorsales delgadas y vetas transversales oscuras en la cola.

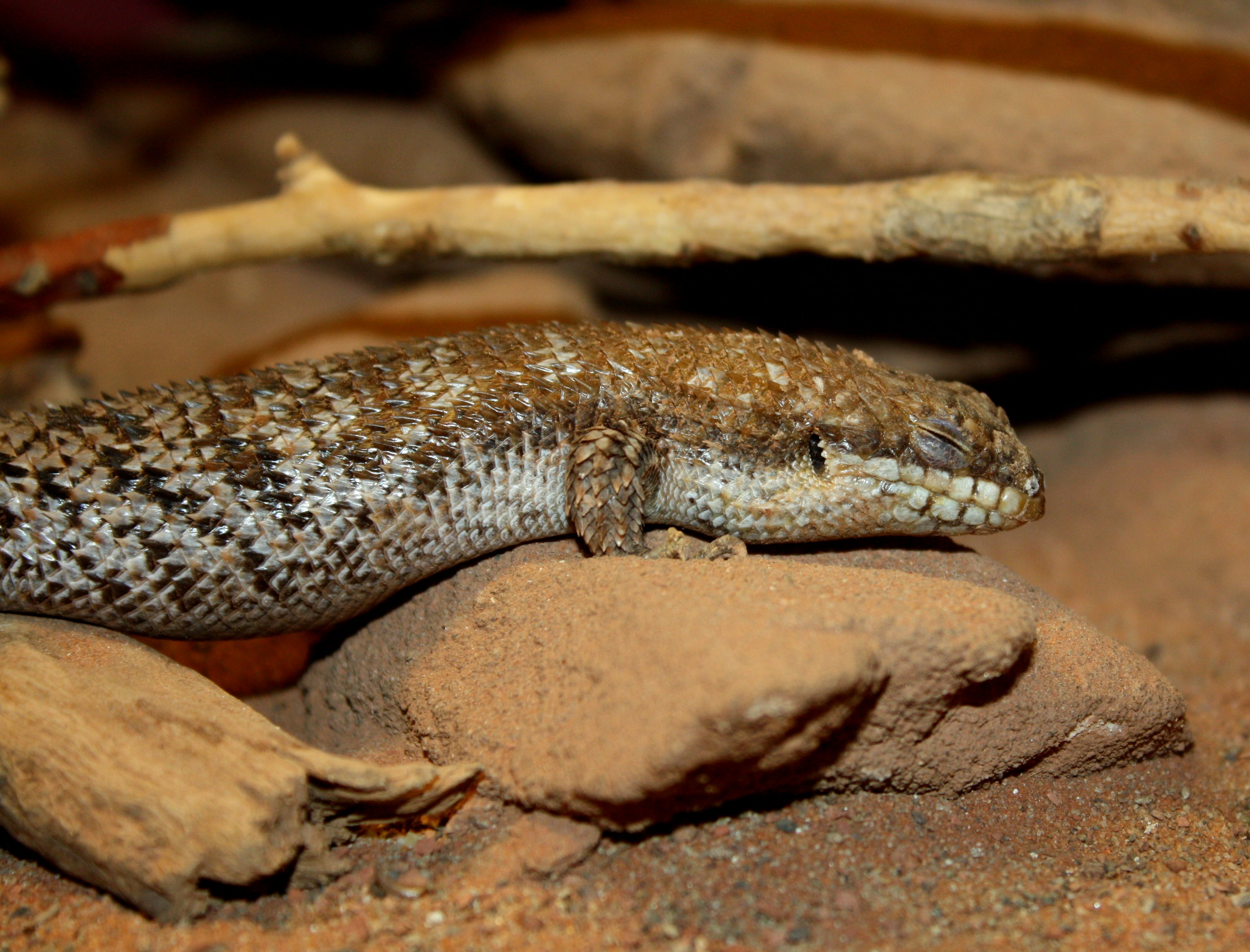
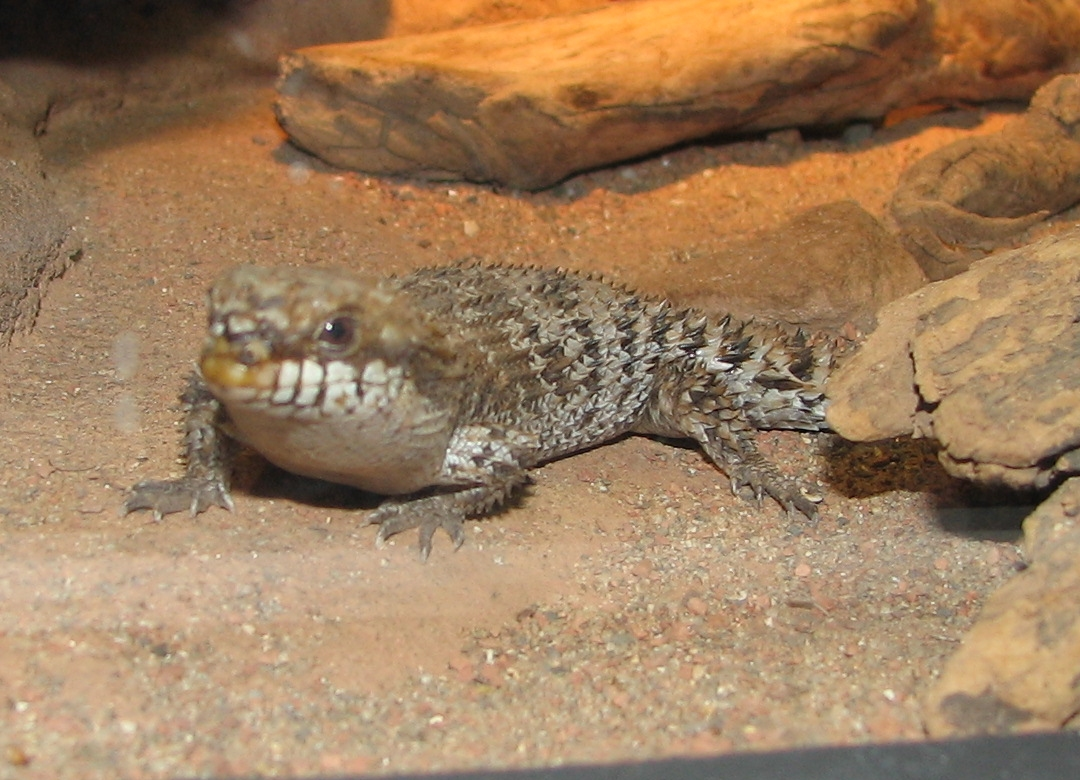
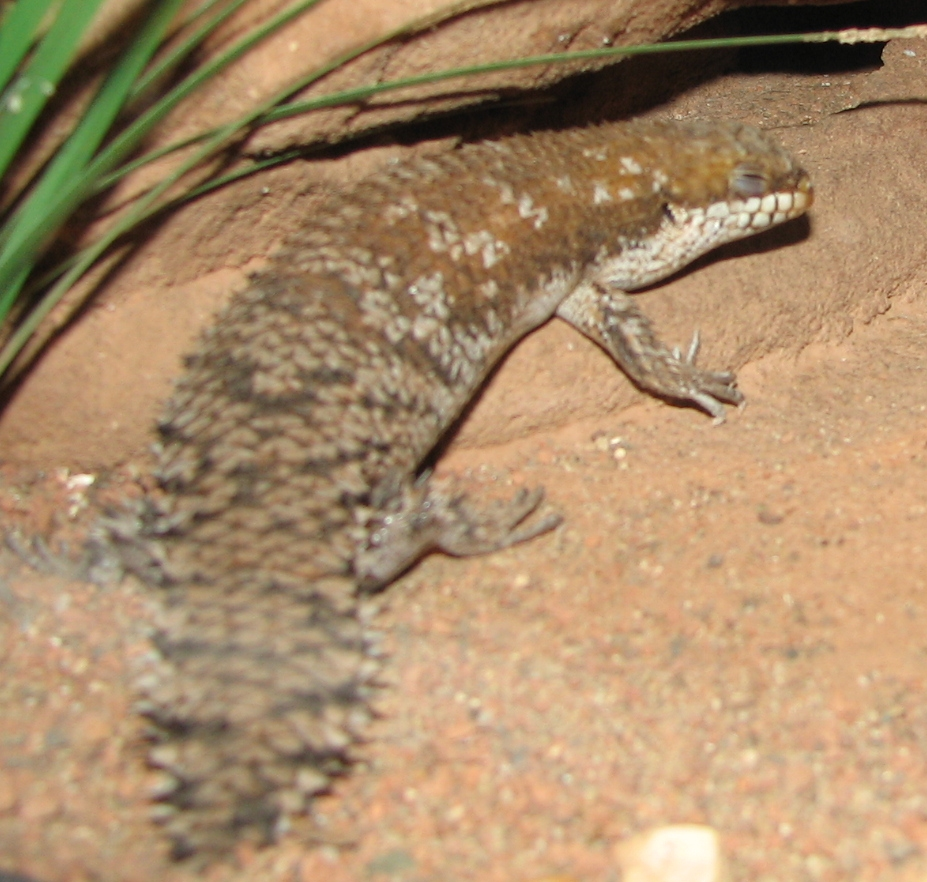